# Mads Kikkenborg
Mads Juhl Kikkenborg (Esbjerg, 7 oktober 1999) is een Deens voetballer die sinds januari 2024 uitkomt voor RSC Anderlecht.

## Clubcarrière
Kikkenborg genoot zijn jeugdopleiding bij Esbjerg fB. In het seizoen 2018/19 werd hij een aantal keer opgenomen in de wedstrijdselectie voor een officiële wedstrijd van Esbjerg, maar tot een debuut kwam het niet. In december 2019 leende de club hem voor de rest van het seizoen uit aan derdeklasser FC Sydvest 05. Kikkenborg speelde zeven wedstrijden voor Sydvest in de 2. division.
Na afloop van zijn uitleenbeurt aan Sydvest kreeg Kikkenborg zijn kans bij Esbjerg. Op 1 september 2020 maakte hij zijn officiële debuut voorr de club in de bekerwedstrijd tegen Glamsbjerg IF, die Esbjerg met 0-8 won. Op 24 oktober 2020 maakte hij tegen Hobro IK zijn debuut in de 1. division. Kikkenborg miste nadien geen enkele competitiewedstrijd meer in het seizoen 2020/21, waarin Esbjerg derde eindigde. Eind november 2020 brak Esbjerg zijn contract al open tot medio 2024.
In de zomer van 2021 was Kikkenborg een van de Esjberg-spelers die de open brief ondertekenden om hun ongenoegen over trainer Peter Hyballa te uiten. Begin augustus 2021 werd het contract tussen Kikkenborg en Esbjerg in onderling overleg ontbonden. Enkele dagen later ondertekende hij een driejarig contract bij Lyngby BK, dat in het seizoen 2020/21 uit de Superligaen was gedegradeerd. In zijn debuutseizoen, waarin Kikkenborg zes officiële wedstrijden speelde, dwong Lyngby als vicekampioen een snelle terugkeer naar de Superligaen af. Vanaf eind augustus 2022 werd hij eerste doelman in het team van trainer Freyr Alexandersson.
In januari 2024 ondertekende Kikkenborg een contract tot medio 2028 bij RSC Anderlecht, waar hij met Kasper Schmeichel, Anders Dreyer, Kasper Dolberg en Thomas Delaney vier Deense ploegmaats tegenkwam.

## Interlandcarrière
Kikkenborg speelde in 2018 vier jeugdinterlands voor Denemarken –19.